# Jure uxoris
Jure uxoris e латински правен термин, който буквално означава По право на съпругата.
В средновековието този термин често се използва, за да се отбележи, че даден мъж придобива титла, която по право принадлежи на съпругата му. Например Луи XII e jure uxoris херцог на Бретан, чрез съпругата си Анна Бретанска.